# Odette de Champdivers
Odette de Champdivers, född 1390, död 1425, var mätress till kung Karl VI av Frankrike från 1407 till 1422. Hon kallades allmänt för "den lilla drottningen".
Hon var dotter till den burgundiske adelsmannen Oudin de Champdivers, som var stallmästare vid franska hovet. År 1407 blev hon mätress till den mentalt sjuke Karl VI. En version säger att hon placerades i sin position av Hertig Johan den orädde av Burgund för att fungera som hans agent. En annan säger att Karl VI:s drottning, Isabella av Bayern, själv gjorde henne till sin ersättare i monarkens sexualliv, eftersom Isabella hade börjat bli rädd för Karls brutalitet och avskydde och vämjdes vid honom. I alla händelser var hon fullt accepterad av Isabella, som då var Frankrikes regent under makens sjukdom. Odette fick ett barn som mätress, Marguerite bâtarde de France, dvs Margareta Oäktingen av Frankrike. Odette de Champdivers beskrivs som vacker, livlig och vänlig och ska ha varit en ömsint skötare för den psykiskt sjuke monarken. Hon ska ha infört kortleken i Frankrike för att underhålla honom. Enligt uppgift bar hon Isabellas kläder i sängen hos Karl, som ska ha misstagit henne för sin maka. Karl VI gav henne flera gods, och hon närvarade vid hans dödsbädd 1422.
Efter Karl VI:s död 1422 togs den franska statskassan om hand av den engelska kungen, vilket gjorde att hon och hennes dotter inte fick ut sin pension. Hon flyttade till Dijon, där hon levde under beskydd av hertigen av Burgund. 1424 varnade hon, genom en munk vid namn Etienne, Karl VII av Frankrike för att Burgund och England planerade att anfall. Karl VII undvek därför faran och gav order om att hon skulle tas omhand för sin säkerhets skull. Etienne blev dock arresterad, vilket ledde till att Odette de Champdivers ställdes inför rätta och förhördes vid hovet i Burgund. Hon ska ha försvarat sig och sin dotter med stor skicklighet. Det är dock oklart vad rättegången ledde till, och hur hon dog. Hon antas ha dött i stor fattigdom år 1425.
Hennes dotter Marguerite bâtarde de France (1407-1458) erkändes av sin bror Karl VII som gav henne en hemgift och arrangerade ett äktenskap med adelsmannen Jean III de Harpedenne.
Odette de Champdivers är föremål för en roman av Honoré de Balzac med samma namn. En art av Rosa Gallica har fått sitt namn efter henne: den är rosa med vita fläckar.

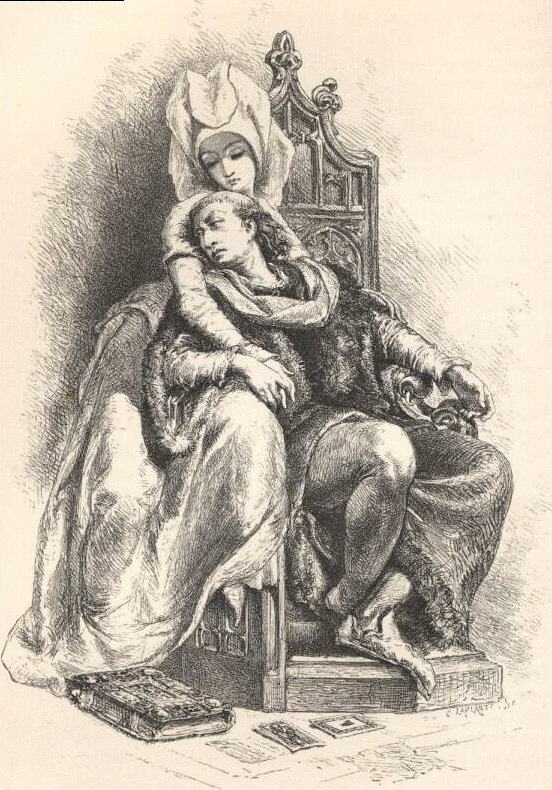
Odette de Champdivers och Karl VI av Frankrike